# Schefflera fruticosa
Schefflera fruticosa är en araliaväxtart som beskrevs av Pedro Fiaschi och Pirani. Schefflera fruticosa ingår i släktet Schefflera och familjen araliaväxter. Inga underarter finns listade.